# 12. SS-Panzer-Division Hitlerjugend
De 12. SS-Panzer-Division "Hitlerjugend" was een pantserdivisie van de Waffen-SS. Het bevel tot oprichting werd gegeven op 10 februari 1943, de divisie werd ontbonden met de onvoorwaardelijke overgave van Duitsland op 8 mei 1945.
De divisie nam vooral deel aan operaties in West-Europa, met name in Frankrijk en België. Tijdens de laatste maanden van de oorlog werd de 12e SS-pantserdivisie overgeplaatst naar Oostenrijk en Hongarije.
Het symbool van de divisie was een runenteken die een sleutel doorkruist. Als deel van de Waffen-SS werd de divisie tijdens de Processen van Neurenberg schuldig bevonden aan oorlogsmisdaden.

## Geschiedenis

### Oprichting
Het idee tot de oprichting van de '12. SS-Panzer-Division' dateert van eind 1942 of begin 1943. SS-Gruppenführer Gottlob Berger was waarschijnlijk de persoon die het idee tot de oprichting van een divisie met leden van de Hitlerjugend aan de Führer van nazi-Duitsland Adolf Hitler voorlegde. Alle leden van de jongerenorganisatie met geboortejaar 1926 zouden moeten gaan dienen in een speciale SS-divisie. Het plan beviel Hitler, hij gaf Berger opdracht de divisie te organiseren. Het officiële bevel daartoe werd uitgevaardigd op 10 februari 1943. Berger kreeg niet het bevel over de divisie, Heinrich Himmler besliste dat SS-Oberführer Fritz Witt de divisie ging commanderen.
Hoewel Joseph Goebbels hem negatief adviseerde over de hele zaak ondertekende Hitler in april 1943 de documenten betreffende de formatie van de divisie. De Duitse Reichsarbeitsdienst kreeg bijvoorbeeld bevel om Hitlerjugend leden die onder hun gezag vielen beschikbaar te stellen, zodat zij opgenomen konden worden in de nieuwe divisie. Een andere regeling betrof het postuur van de jongens: infanteristen van de Hitlerjugend-pantserdivisie moesten ten minste 170cm lang zijn, bemanningen van gemotoriseerde voertuigen en soldaten in ondersteunende eenheden ten minste 168cm. Alle troepen zouden een opleiding van zes weken krijgen.

## Opleiding
Op 1 mei 1943 kwamen de eerste 8000 jongens aan in het opleidingskamp. Tweeduizend van deze eerste lichting werden onmiddellijk doorgestuurd voor een gevorderden of gespecialiseerden opleiding in een ander kamp. Op 1 juli werd de eerste lichting van 8000 soldaten afgeleverd. De verkorte opleiding was noodzakelijk omdat er dringend behoefte was een nieuwe gevechtsklare divisie. Meteen werd begonnen met het klaarstomen van  een tweede lichting van 8000 man. Op 1 september 1943 bestond de '12. SS-Panzer-Division' uit 16.000 soldaten.
Met de verliezen die Duitsland leed aan alle fronten, van Noord-Afrika tot Stalingrad en Koersk, was het noodzakelijk zo snel als mogelijk nieuwe rekruten klaar te stomen voor het gevecht. Zo snel als de oorlogsomstandigheden het toelieten werden Hitlerjugend-soldaten opgeleid in het SS-opleidingskamp in het Kamp van Beverlo te Leopoldsburg, België.
Om de divisie enige kans van slagen te geven, werden SS-veteranen, vooral van het oostfront, overgeplaatst naar de Hitlerjugend divisie ook om te fungeren als opleiders en mentoren. Deze veteranen waren vooral afkomstig van de 1. SS-Panzer-Division Leibstandarte-SS Adolf Hitler. Ook Wehrmacht-officieren die vroeger leider waren geweest in de Hitlerjugend werden overgeplaatst naar de nieuwe divisie. Vele van de leidinggevende posities in de divisie werden gegeven aan militairen die in de Hitlerjugend hadden gezeten en daar bekend stonden als leidersfiguur.
De eerste commandant van de divisie, Fritz Witt, was 34 jaar oud. De benoeming was kenmerkend voor de stijl waarmee de SS-divisie samengesteld werd. Veteranen van het oostfront leerden de jonge rekruten alles wat noodzakelijk was te weten over gevechtssituaties, formaliteiten en driloefeningen werden grotendeels achterwege gelaten. Dit had een positieve invloed op de moraal van de jongens.

## Wapenfeiten in 1944
Nadat de divisie op volle sterkte was, werd de 12e SS-pantserdivisie overgeplaatst van hun opleidingskamp in Leopoldsburg naar Hasselt, een provinciestadje in België. Daar werd ze in reserve gehouden om bij een verwachte invasie van de geallieerden ingezet te worden.
Op de dag dat de geallieerden de langverwachte invasie inzetten op D-Day, 6 juni 1944, werd de Hitlerjugend-divisie om 14u30 bevolen op te rukken naar Caen, een Franse stad niet ver van de monding van de Orne. De stad werd bedreigd door Britse en Canadese troepen die oprukten vanaf de landingsstranden Sword en Juno. Bij het optrekken kwam de divisie zwaar onder vuur van geallieerde luchtaanvallen. Ze bereikte haar posities pas rond 22 uur.
De divisie was fanatiek en vastberaden. Bij haar eerste treffen met de Canadezen schakelen ze 28 tanks uit en verloor daarbij maar zes man. Het duurde echter niet lang voor de eenheid zware verliezen leed.  De divisie kon niet op tegen de overmacht van de geallieerde strijdkrachten. Gedurende de eerste maand aan het front, verloor ze zestig procent de sterkte in gevechtsacties. Twintig procent was gedood en veertig procent was gewond of vermist. Commandant Fritz Witt sneuvelde ten gevolge van een Brits bombardement vanuit zee op het regionaal hoofdkwartier. Kurt Meyer volgde hem op, hij was de jongste commandant in het hele Duitse leger.
Nadat Caen was bevrijd door de Britten en Canadezen, was de Hitlerjugend-divisie een van de vierentwintig Duitse gevechtsdivisies die ingesloten dreigden te geraken in de zak van Falaise. De divisie kreeg bevel om de noordelijke rand van de zak open te houden. Uiteindelijk slaagde ze erin om, samen met twintigduizend andere Duitse soldaten, uit de zak te ontsnappen. Vijftigduizend anderen gaven zich over aan de geallieerden.
Hoewel de overlevenden van de Hitlerjugend-divisie strijdbaar bleven na de zak van Falaise, kon de divisie niet langer deelnemen aan de gevechten. Tegen september 1944 bestond de divisie nog maar uit 1500 tot 3500 soldaten. Meer dan negenduizend gesneuvelden bleven achter in Normandië. Ook het grootste deel van de uitrusting en voertuigen was de divisie verloren.
In december nam de gereorganiseerde divisie deel aan het Ardennenoffensief. Vervolgens werd ze overgeplaatst naar Hongarije, waar ze verondersteld werd deel te nemen aan de herovering van Boedapest.
Op 8 mei 1945 gaf het restant van de divisie, ongeveer tienduizend man, zich over aan de Amerikaanse 65e divisie te Enns, Oostenrijk.

## Oorlogsmisdaden
Sommige militairen van de 12. SS-Panzer-Division Hitlerjugend maakten zich tijdens de oorlog schuldig aan diverse oorlogsmisdaden.
Als vergeldingsactie voor een gesaboteerde trein, werden op 2 april 1944 zesentachtig burgers uit Ascq vermoord. Enkele maanden later werden tijdens gevechten in Normandië ongeveer veertig Canadese krijgsgevangenen vermoord door verschillende eenheden van de divisie.
Op 30 augustus datzelfde jaar werden eenentwintig burgers uit Tavaux vermoord door militairen van het SS-Panzergrenadierregiment 25 en de 1. SS-Panzer-Division Leibstandarte-SS Adolf Hitler. Datzelfde regiment vermoordde een dag later nog eens veertien burgers in Plomion.
In april 1945 werd een burger vermoord die hen “verlengers van de oorlog” noemde. Ook twee Russische dwangarbeiders werden vermoord omdat zij hun werkgever bedreigd hadden. Na de oorlog werd de Duitse militair Walter Emil Hermann tot acht jaar cel veroordeeld vanwege deze misdaden.
Zes officieren van de divisie hebben ook gediend in de concentratiekampen of de Einsatzgruppen.

## Commandanten[3][4]
| Commandant                          | Begin            | Einde            |
| ----------------------------------- | ---------------- | ---------------- |
| SS-Brigadeführer Fritz Witt         | 24 juni 1943     | 14 juni 1944     |
| SS-Brigadeführer Kurt Meyer         | 14 juni 1944     | 6 september 1944 |
| SS-Oberstürmbannführer Hubert Meyer | 6 september 1944 | 24 oktober 1944  |
| SS-Brigadeführer Fritz Kraemer      | 24 oktober 1944  | 13 november 1944 |
| SS-Brigadeführer Hugo Kraas         | 13 november 1944 | 8 mei 1945       |

## Samenstelling
- SS-Panzergrenadier Regiment 25
- SS-Panzergrenadier Regiment 26
- SS-Panzer Regiment 12
- SS-Panzer Artillerie Regiment 12
- SS-Kradschützen-Abteilung 12
- SS-Aufklärungs-Abteilung 12
- SS-Panzerjäger-Abteilung 12
- SS-Werfer-Abteilung 12
- SS-Flak-Abteilung 12
- SS-Pionier-Abteilung 12
- SS-Panzer-Nachrichten-Abteilung 12
- SS-Instandsetzungs-Trupp 12
- SS-Nachschub-Truppen 12
- SS-Wirtschafts-Abteilung 12
- SS-Führerbewerber-Lehrgange
- SS-Kriegsberichter-Zug (mot) 12
- SS-Feldgendarmerie-Kompanie/Trupp 12
- SS-Feldpostamt (mot) 12
- SS-Sanitäts-Abteilung 12